# Acesta
Acesta è la città vicino al fiume Crimiso, come Virgilio narra nell'Eneide, che venne voluta da Enea su consiglio di Anchise e fu fondata da Aceste quando i Troiani giunsero per la seconda volta in Sicilia.

## La storia
Dalle sue origini millenarie, Acesta prosperò per la sua posizione geografica, tanto che le si attribuisce il sobborgo Lo carico o Longarico, sorto sulle falde dell'attuale collina li Fossi, restandone tuttavia separata in seguito, per il crearsi di una profonda voragine.
Tra il VII e l'VIII secolo in città sorse, sui ruderi di un altro antichissimo castello, il Castrum Phimes, ossia Castello di Phimes.
Nell'827 gli Arabi, che dominavano la Sicilia, ribattezzano il nome latino Castrum Phimes in Kalat-al-fimi, da cui deriva Calata-Fimi, e quindi Calatafimi.